# 키투이현

키투이현

키투이현(Kitui County)은 케냐를 구성하는 47개 현 가운데 하나로 현도는 키투이이며 면적은 24,385.1km2, 인구는 1,012,709명(2009년 기준)이다. 2013년에 실시된 행정 구역 개편에 따라 동부주에서 분리되어 신설되었다. 북쪽으로는 타라카니티현과 메루현, 북동쪽으로는 이시올로현, 동쪽으로는 타나리버현, 남쪽으로는 타이타타베타현, 서쪽으로는 마쿠에니현, 마차코스현, 엠부현과 접한다.

## 인구
| 연도    | 인구      | ±%     |
| ------- | --------- | ------ |
| 1979    | 464,283   | —      |
| 1989    | 652,603   | +40.6% |
| 1999    | 819,250   | +25.5% |
| 2009    | 1,012,709 | +23.6% |
| 2019    | 1,136,187 | +12.2% |
| source: |           |        |

## 같이 보기
- 케냐의 현